# Sancho de Castilla (1363-1371)
Sancho de Castilla  (Almazán, septiembre de 1363-Toro, 1371) fue el primero de los dos hijos ilegítimos del rey Pedro I de Castilla con su amante Isabel de Sandoval.

## Biografía
Nacido en Almazán en septiembre de 1363, fue uno de los dos hijos habidos de la relación del rey Pedro I de Castilla con la dama Isabel de Sandoval. Isabel había sido el aya de Alfonso, el hijo del rey Pedro con María de Padilla, que había fallecido el 18 de octubre de 1362 a los tres años de edad. Según Pedro López de Ayala, el rey Pedro quiso que Sancho fuese su heredero y hasta llegó a considerar su boda con Isabel. Antes de mayo de 1364, Pedro le concedió el señorío de Villena. A finales de 1364, el monarca acompañó a Isabel, embarazada de seis meses de su segundo hijo, y a Sancho, que se encontraban en las tierras de Villena a Hellín, donde Pedro se separó de ellos, y de allí, madre e hijo partieron hacía Murcia.  El rey volvió a encontrarse con ellos en Murcia en febrero de 1365 para acompañar a Isabel en el nacimiento de su segundo hijo, Diego.
El monarca se encargó de que Sancho tuviese una Casa con varios oficiales, entre ellos Martín López de Córdoba, mayordomo mayor del rey y maestre de la Orden de Calatrava, que también fue mayordomo de Sancho desde octubre de 1364 hasta marzo de 1367, que fue sucedido en el cargo por Garci Fernández de Villodre hasta marzo de 1369. Su madre, Isabel de Sandoval, probablemente falleció entre 1365 y 1367. En 1366, Sancho fue nombrado Adelantado Mayor de la Frontera.
Ambos hijos fueron llevados por su padre a Carmona cuando el rey Pedro partió a descercar Toledo —desembocando en la batalla de Montiel—, donde quedaron al cuidado de Martín López de Córdoba.
Tras la derrota de su padre, se capituló con Enrique II de Castilla la entrega de Carmona, y prometió no ir contra los dos niños, pero incumplió su palabra y los hizo presos: Diego fue enviado al castillo de Curiel y Sancho a Toro, donde murió en 1371, a la edad de ocho años en el Alcázar de Toro o bien en el convento dominico de San Ildefonso.
En agosto de 1410, la reina viuda Catalina de Lancáster escribió  a Teresa de Ayala, priora en el monasterio de Santo Domingo el Real en Toledo quien había sido amante del rey Pedro I después de su relación con Isabel de Sandoval, para que se encargara del traslado de los restos de Sancho. Primero, pedía que lo llevasen a la iglesia de San Lázaro en Toledo y desde ahí, que «lo saquen públicamente, como pertenesce à su estado», y colocaran su sepulcro dentro del convento. Más tarde, en ese mismo mes, volvió a escribir a la priora Teresa para agradecer sus gestiones e interesarse por como era la estatua de su tío Sancho.
Las sospechas sobre su muerte por envenenamiento fueron refutadas en 2006 por el estudio de su momia, que se encuentra en el monasterio de Santo Domingo el Real de la ciudad de Toledo, y que indican como causa más probable para su fallecimiento un proceso infeccioso pulmonar agudo: los estudios del pulmón indicaron que el niño sufrió una exposición crónica al humo, probablemente procedente de chimenea u hogar, y una frecuente presencia de macrófagos alveolares y hematíes con un proceso inflamatorio y hemorrágico al no detectarse la presencia de tóxicos como arsénico o cianuro el niño habría fallecido por muerte natural y no envenenado, como se sospechaba. El estudio también determinó que tenía ocho años cuando falleció, lo que implica que su muerte se produjo después del mes de septiembre de 1371.